# SponsorBlock
SponsorBlock là một tiện ích trình duyệt mã nguồn mở được thiết kế để tự động bỏ qua, chặn, lọc các đoạn, nội dung được tài trợ từ các video YouTube.
Tiện ích này hoạt động dựa trên cơ sở dữ liệu do người dùng phản hồi để xác định các đoạn quảng cáo được chèn trực tiếp vào video. Người dùng tiện ích có thể đóng góp bằng cách phân vùng đoạn quảng cáo được chèn trong video hoặc biểu quyết cho các phân đoạn mà người dùng khác đã gửi lên. Tính đến  ngày 22 tháng 1 năm 2022, SponsorBlock có hơn 145.000 lượt tải xuống tại cửa hàng tiện ích Firefox và hơn 500.000 lượt tải ở Google Chrome.

## Lịch sử
Ban đầu, SponsorBlock chỉ có thể sử dụng để bỏ qua các phân đoạn quảng cáo  Một bản cập nhật vào tháng 1 năm 2022 đã bổ sung chức năng hỗ trợ đánh dấu video tài trợ.

## Đặc điểm
Đây là tiện ích miễn phí, người dùng tiện ích có thể gửi phân vùng thời gian đã đánh dấu trong video và phân loại cho chúng, những phân đoạn này sẽ tự động bị bỏ qua vào lần phát tới. Khi một phân vùng bị bỏ qua, một cửa sổ nhỏ sẽ xuất hiện trong vài giây để người dùng bỏ phiếu cho phân vùng đó hoặc nhấn "bỏ qua". SponsorBlock sẽ theo dõi dữ liệu thống kê của người dùng về số lượng phân vùng được gửi và bỏ qua từ đó cho ra quyết định.

## Đón nhận
SponsorBlock đã được giới thiệu trên các mục tiện ích nổi bật, khuyến nghị của các trình duyệt như Mozilla Firefox (7 tháng 4 năm 2021).